# Milana d'Austràlia
La milana d'Austràlia (Myliobatis australis) és una espècie de peix de la família dels miliobàtids i de l'ordre dels myliobatiformes.

## Morfologia
- Els mascles poden assolir 120 cm de longitud total i 56,5 kg de pes.[2][3][4]

## Reproducció
És ovovivípar.

## Alimentació
Menja crancs i marisc.

## Hàbitat
És un peix marí, de clima subtropical (27°S-43°S) i associat als esculls de corall que viu fins als 85 m de fondària.

## Distribució geogràfica
Es troba a l'oceà Índic oriental: el sud d'Austràlia (des d'Austràlia Occidental fins a Queensland).

## Observacions
És verinós per als humans.